# Luther Burbank

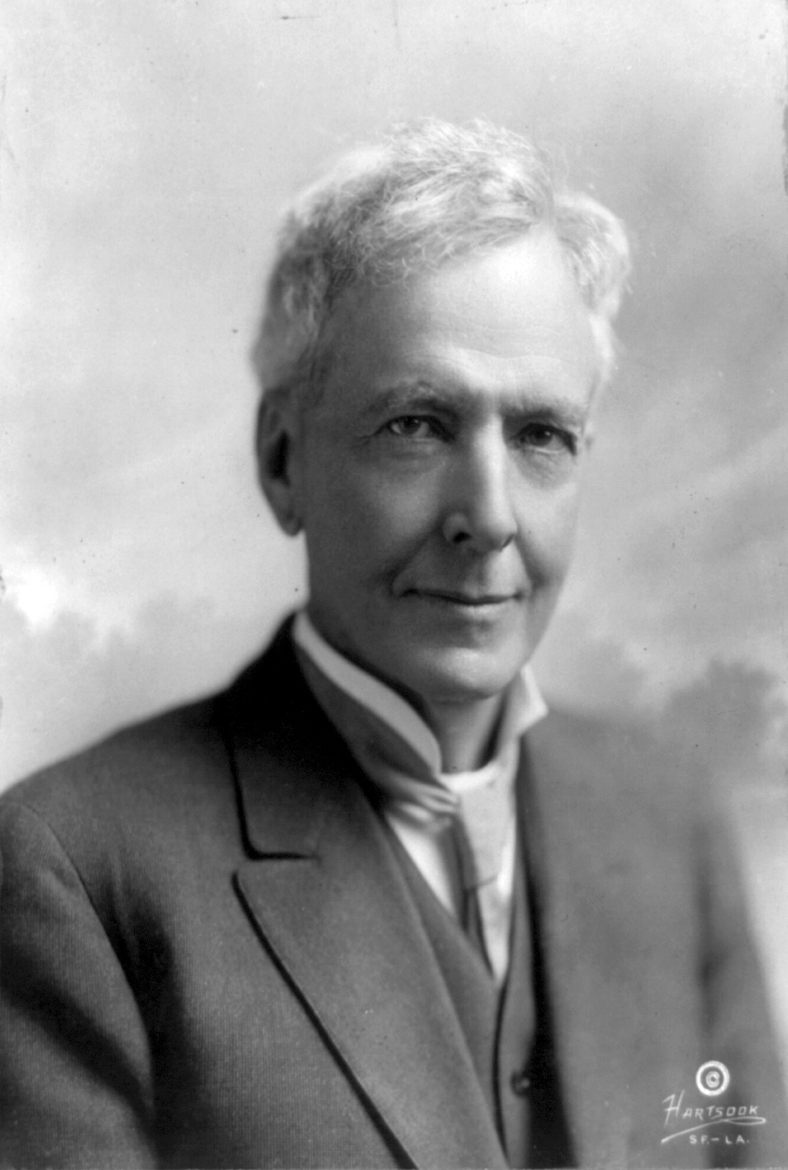
Luther Burbank (1915)

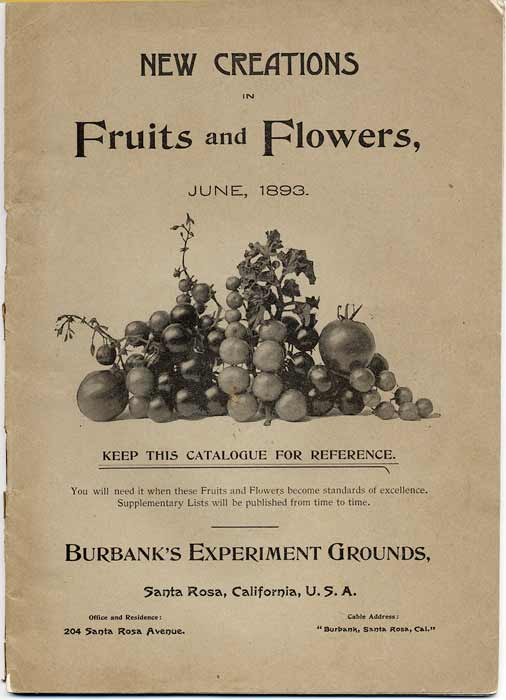
Titelblatt zu Burbanks New Creation in Fruit and Flowers, 1893

Luther Burbank (* 7. März 1849 in Lancaster, Massachusetts; † 11. April 1926 in Santa Rosa, Kalifornien) war ein US-amerikanischer Pflanzenzüchter, der mehrere Hundert neuer Obst-, Gemüse- und Zierpflanzensorten züchtete. Sein offizielles botanisches Autorenkürzel lautet „Burbank“.

## Leben und Wirken
Luther Burbank wurde am 7. März 1849 auf einer Farm in dem Dorf Lunenburg in Massachusetts geboren. Schon in jungen Jahren zeigte er großes Interesse sowohl an der Natur als auch an der Technik. Diese Interessen wurden gefördert von seinem Onkel, einem Abteilungsleiter in einem Bostoner Museum, und dessen Freund, dem aus der Schweiz stammenden amerikanischen Naturforscher Louis Agassiz. Unter dem Eindruck von Charles Darwins Variation of Animals and Plants under Domestication machte Burbank es sich zur Aufgabe, durch Selektion bessere Pflanzen auszulesen und durch Kreuzung neue Sorten zu entwickeln. Burbanks erster kommerzieller Erfolg ergab sich mehr oder weniger zufällig durch Selektion: Im Jahr 1871 fand er eine Kartoffelfrucht und säte die 23 darin enthaltenen Samen aus. Eine der Pflanzen zeigte sich sehr ertragreich, mit großen, festen Kartoffeln. Er verkaufte die Rechte an der Kartoffel für 150 Dollar, um 1875 einen Umzug nach Kalifornien bezahlen zu können.
In Santa Rosa, wo sich bereits drei seiner Brüder niedergelassen hatten, gründete er eine Baumschule mit Gewächshaus und Versuchsflächen. Er war zu seiner Zeit sehr populär und ein „Star“ im Bereich der Botanik und Pflanzenzüchtung. Er galt als „Zauberer“ im Bereich der Pflanzen. Viele berühmte Persönlichkeiten seiner Zeit, beispielsweise Thomas Alva Edison, besuchten ihn und seine Farm. Noch heute bedeutet das Verb „to burbank“ so viel wie Verändern und Verbessern von Pflanzen. Die Kartoffelsorte „Burbank“ zählt zu den wichtigsten Sorten auf dem US-Markt. Luther Burbank hatte nie einen Hehl aus seinen freidenkerischen Ansichten gemacht. Aber ein Zeitungsinterview im Jahr 1926, in dem er explizit erklärte, nicht an eine unsterbliche Seele zu glauben, führte zu einem weltweiten Aufschrei. Burbank bekam einige Zustimmung, wurde aber auch überschüttet von Hassbriefen. Seine Freunde behaupteten, der Kummer und die Auseinandersetzung mit diesen religiösen Eiferern habe zu seinem schnellen körperlichen Niedergang und, gemessen an seinem Zustand nur wenige Monate zuvor, frühen Tod geführt. Er arbeitete massiv parallel und im großen Maßstab. Zur Schaffung einer neuen Sorte führte er Dutzende Kreuzungen durch, zum Teil mit Pflanzen, die er sich aus der ganzen Welt schicken ließ. Üblicherweise liefen bis zu 3000 Experimente mit mehreren Millionen Pflanzen parallel. Während seiner Arbeit an Pflaumen testete er ca. 30.000 neue Sorten.

## Kritik und Wirkung
Burbanks Wirken und seine Erfolge führten zur Einführung eines Gesetzes über die Patentierbarkeit von Pflanzensorten im Jahr 1930. Bis zu diesem Zeitpunkt gab es keinen Schutz für Züchter davor, dass andere ihre Züchtungen vermehrten und verkauften.

## Sonstiges
Ein eigenes Kapitel in der Autobiographie eines Yogi von Paramahansa Yogananda trägt den Titel Luther Burbank, ein Heiliger inmitten von Rosen. Der Yogi lernte den Forscher vor 1924 in Kalifornien kennen und beide schätzen sich sehr.
Luther Burbank war aktiver Freimaurer. Nach ihm wurde die Santa Rosa Luther Burbank Loge Nr. 57 benannt.

## Schriften (Auswahl)
- The Training of the Human Plant. New York: The Century Co. 1907; Originally published in 1906
- Harvest of the Years. 332 S. Kessinger Publishing 2003
- How Plants Are Trained to Work for Man. University Press of the Pacific 2001
  - Flowers, 488 S.
  - Fruit Improvement, 456 S.
  - Gardening, 456 S.
  - Grafting and Budding, 456 S.
  - Plant Breeding, 456 S.
  - Small Fruits, 488 S.
  - Useful Plants, 456 S.
  - Trees, Biography, Index, 520 S.